# 1986 en Palestine
Chronologie de la Palestine
- 1982
- 1983
- 1984
- 1985
- 1986
- 1987
- 1988
- 1989
- 1990

Cette page concerne les événements survenus en 1986 en Palestine :

## Événements
- 4 décembre : L'armée israélienne abat deux étudiants de l'université de Beir Zeit sur le campus. Les deux jeunes hommes vivaient dans la bande de Gaza, et leur assassinat déclenche des manifestations qui se propagent de leurs villes natales à la plupart des camps et des écoles de Gaza dans les jours qui suivent[1].
  - Manifestations à l'université de Birzeit (en)
- 5 décembre : Un enfant palestinien de 14 ans est abattu dans le camp de réfugiés de Balata (Cisjordanie occupée), après qu'une patrouille israélienne ait ouvert le feu sur un groupe d'enfants qui leur jetaient des pierres.
- 8 décembre : Résolution 592 du Conseil de sécurité des Nations unies, après la mort de deux étudiants de l'université de Beir Zeit.

## Créations
- Union des comités de travail agricole
- Zoo de Qalqilya (en)